# Botho von Pusch
Hermann Ernst Alexander Botho Pusch, seit 1898 von Pusch (* 7. Dezember 1834 in Königsberg i. Pr.; † 23. Dezember 1904 in Berlin) war ein deutscher Verwaltungsjurist und Richter in Preußen.

## Leben
Pusch studierte an der Ruprecht-Karls-Universität Heidelberg Rechtswissenschaft. 1855 wurde er im Corps Saxo-Borussia Heidelberg recipiert. Er wurde 1862 Gerichtsassessor und 1865 Regierungsassessor in Königsberg. Ab 1866 amtierte er als Landrat im Kreis Marienwerder in der Provinz Preußen. Er bekleidete ab 1877 das Amt eines Verwaltungsgerichtsdirektors in Königsberg i. Pr. und war ab 1883 Oberregierungsrat in Marienwerder. Von 1890 bis 1899 wirkte er als Oberpräsidialrat beim Oberpräsidenten der Provinz Westpreußen in Danzig.

## Ehrungen
- Königlicher Kronen-Orden (Preußen) II. Klasse (1894)
- Nobilitierung am 12. Dezember 1898 durch Wilhelm II. als König von Preußen[1][3]